# اتفاقية الاحتياطي الطارئ لمجموعة البريكس
إن اتفاقية الاحتياطي الطارئ لمجموعة البريكس (الإنجليزية: BRICS Contingent Reserve Arrangement) (CRA) هي إطار عمل لتوفير الدعم من خلال السيولة والأدوات الاحترازية استجابة لضغوط ميزان المدفوعات القصيرة الأجل الفعلية أو المحتملة. تم تأسيسها عام 2015 من قبل دول البريكس: البرازيل وروسيا والهند والصين وجنوب أفريقيا. وتشكل معاهدة إنشاء نظام الاحتياطي الطارئ لمجموعة البريكس (Treaty for the Establishment of a BRICS Contingent Reserve Arrangement)،الموقعة في فورتاليزا في البرازيل في 15 يوليو 2014، الأساس القانوني لهذا النظام. وقد دخلت الاتفاقية حيز التنفيذ بعد التصديق عليها من قبل جميع دول مجموعة البريكس، وهو ما تم الإعلان عنه في القمة السابعة لمجموعة البريكس في يوليو 2015.

## الاهداف
الهدف من الاحتياطي هو توفير الحماية ضد ضغوط السيولة العالمية. ويتضمن ذلك قضايا العملة حيث تتأثر العملات الوطنية للدول الأعضاء سلبًا بالضغوط المالية العالمية. يُنظر إلى اتفاقية الاحتياطي الطارئ بشكل عام على أنها منافس لصندوق النقد الدولي، وإلى جانب بنك التنمية الجديد يُنظر إليها على أنها مثال للتعاون المتزايد بين بلدان الجنوب.

## السيولة
"أداة السيولة" التي تستخدمها اتفاقية الاحتياطي الطارئ هي مبادلة السيولة مع البنك المركزي. عندما تطلب دولة مقترضة ("الطرف الطالب") سحب الأموال، توافق البنوك المركزية للدول الأخرى "الأطراف المقدمة" على بيع وإعادة شراء الدولار الأمريكي من البنك المركزي للدولة المقترضة. يتم تنفيذ كل من ساقي المبادلة الفورية والآجلة بسعر الصرف الفوري، إلا أن الدولة المقترضة يجب أن تدفع سعر فائدة محدد مسبقًا بالدولار للدول المقرضة.

### التوزيع
يتم توزيع رأس المال البالغ 100 مليار دولار على النحو التالي: الحد الأقصى الذي يمكن للدول أن تطلبه من الترتيب هو نصف (الصين) إلى ضعف (جنوب أفريقيا) مبلغ رأس المال المساهم به.
| البلد            | مساهمة رأس المال (مليار $) | الوصول إلى الأموال (مليار $) | حقوق التصويت (%) |
| ---------------- | -------------------------- | ---------------------------- | ---------------- |
| البرازيل         | 18                         | 18                           | 18.10            |
| الصين            | 41                         | 21                           | 39.95            |
| الهند            | 18                         | 18                           | 18.10            |
| روسيا            | 18                         | 18                           | 18.10            |
| جنوب إفريقيا     | 5                          | 10                           | 5.75             |
| المجموع الإجمالي | 100                        | 85                           | 100.00           |

ومن المقرر أن يبدأ هذا الترتيب في الإقراض عام 2016.